# Saint-Germain-le-Rocheux
Saint-Germain-le-Rocheux è un comune francese di 94 abitanti situato nel dipartimento della Côte-d'Or nella regione della Borgogna-Franca Contea.

## Società

### Evoluzione demografica
Abitanti censiti